# Bulovka
Bulovka település Csehországban, Libereci járásban. Bulovka Pertoltice, Višňová, Krásný Les, Horní Řasnice, Dolní Řasnice, Frýdlant, Miedziana és Grabiszyce Górne településekkel határos. Lakosainak száma 927 fő (2024. január 1.).

## Népesség
A település lakosságának változását az alábbi diagram mutatja:
| Lakosok száma | 2894 | 2546 | 2009 | 859  | 811  | 807  | 871  | 933  | 949  | 927  |
|               | 1869 | 1890 | 1921 | 1950 | 1980 | 2001 | 2017 | 2019 | 2022 | 2024 |